# Gaz de pétrole liquéfié
Pour les articles homonymes, voir GPL.

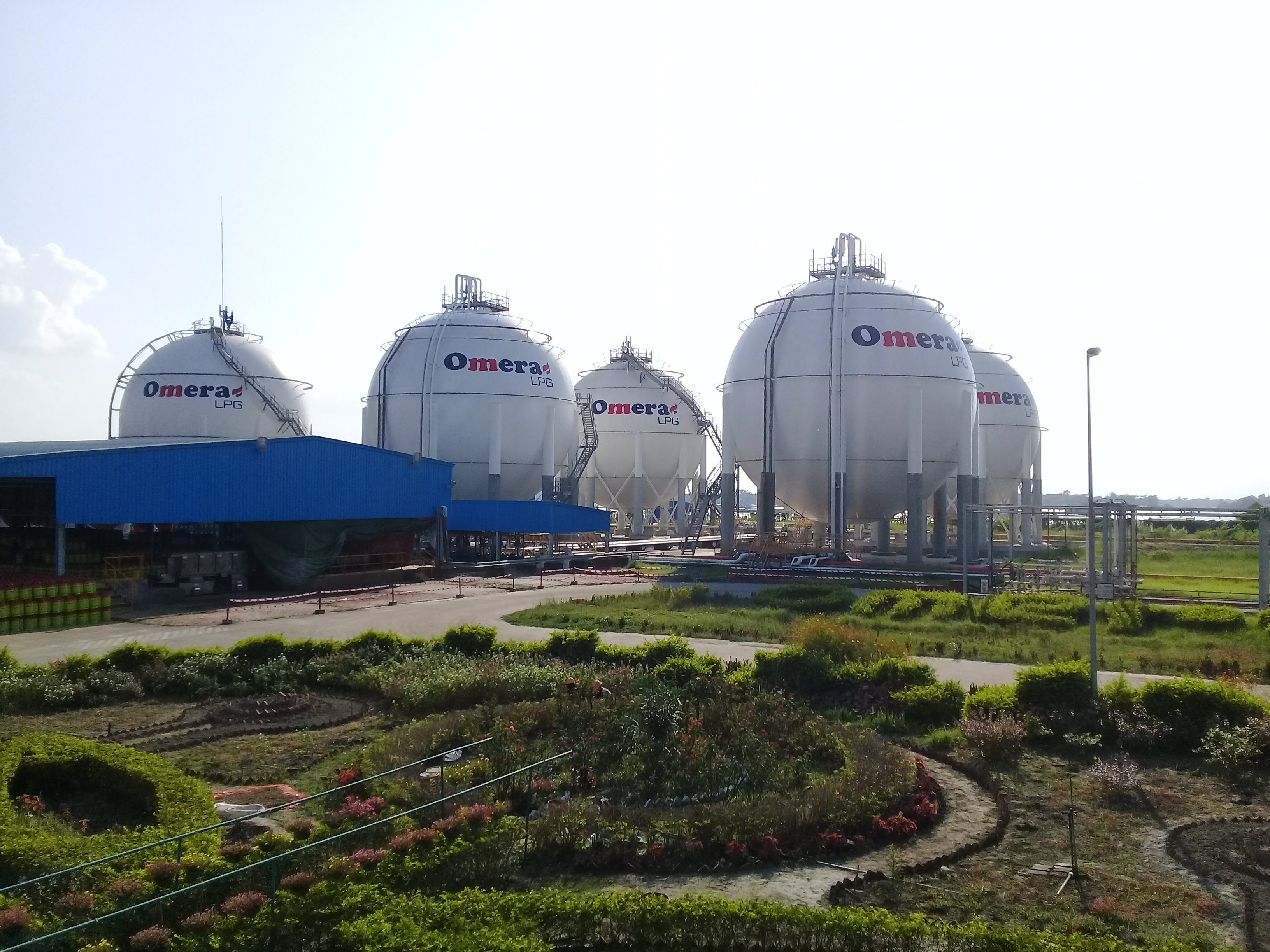
Sphères de stockage du GPL

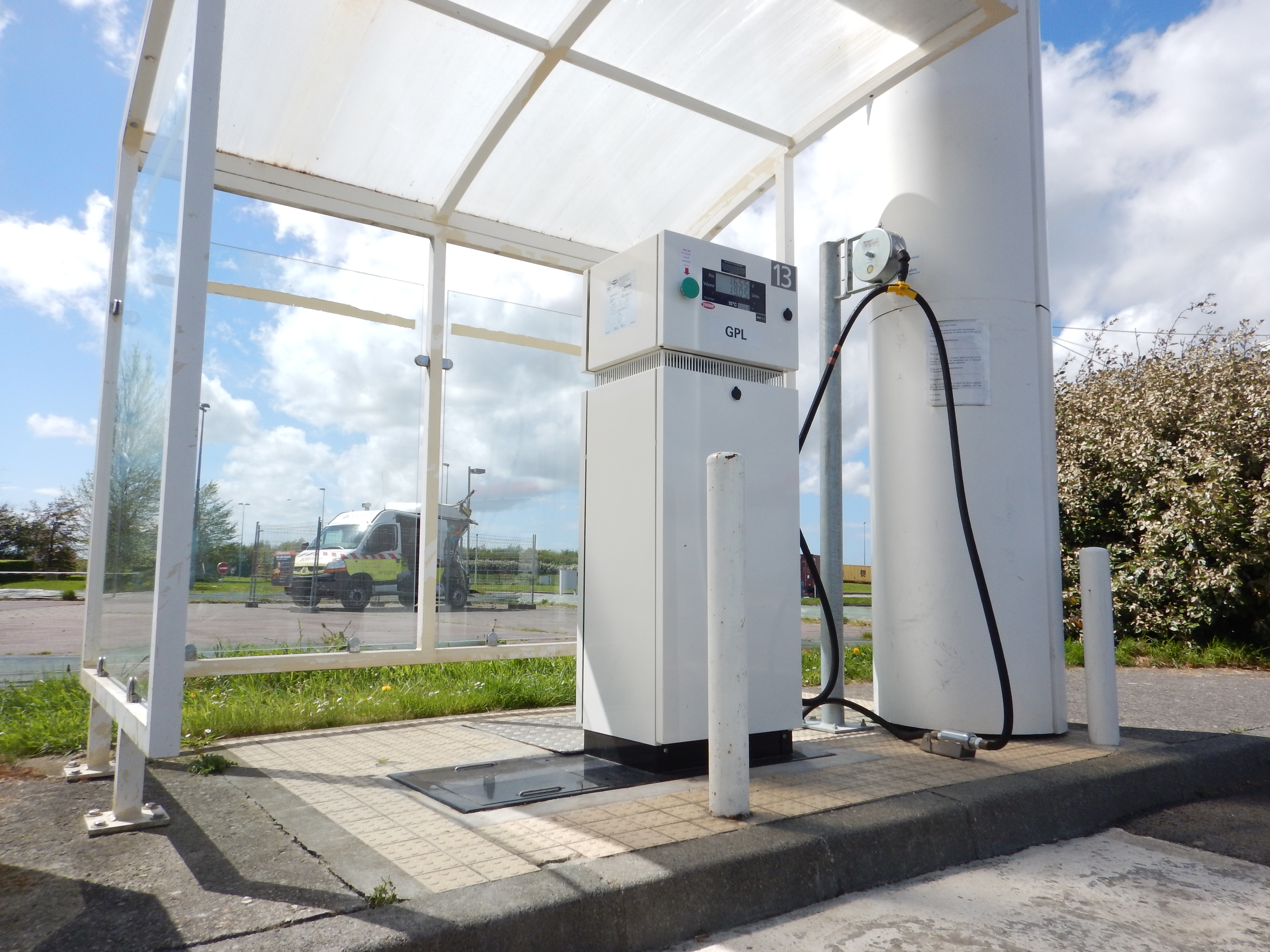
Pompe GPL (France, 2015)

Le gaz de pétrole liquéfié, abrégé en GPL (ou LPG, en Belgique et au Luxembourg), est un gaz pétrolier distribué à l'état liquide, en Union européenne notamment, dans le secteur de l'automobile ; c'est un mélange d'hydrocarbures légers, stocké à l'état liquide et issu du raffinage du pétrole pour 40 % et de traitement du gaz naturel pour 60 %. Les hydrocarbures constituant le GPL, dans son appellation officielle, sont essentiellement le propane et le butane ; le mélange peut contenir jusqu'à 0,5 % d'autres hydrocarbures légers tels que le butadiène.

## Fabrication et caractéristiques du GPL
Le GPL était autrefois considéré comme un résidu de l'extraction du pétrole et directement brûlé au sommet de torchères. Il est dorénavant récupéré par distillation, les fractions les plus nobles et le reste servent généralement de carburant, mais pour des appareils différents. Le GPL-c (GPL-carburant), utilisé comme carburant pour véhicules, est un mélange de butane et de propane.

### Risque d'explosion
Le GPL étant plus dense que l'air, contrairement au gaz naturel, il risque, en cas de fuite, de s'accumuler au niveau du sol et dans les parties basses, comme les caves. Cela entraîne un danger d'explosion lorsque l'accumulation permet un mélange GPL/air adéquat et qu'il y a une source d'inflammation. Cela entraîne également un danger d'asphyxie, le GPL remplaçant l'air et diminuant donc la concentration en oxygène. La réglementation impose donc que tout local dans lequel se trouve un appareil à gaz (naturel ou GPL) soit bien ventilé. Pour faciliter la détection des fuites, un gaz odorant est ajouté aux gaz (naturel ou GPL) : cette odeur caractéristique d'« œuf pourri » permet de détecter à l'odeur une concentration de gaz dans l'air très en deçà de la limite inférieure d'explosibilité (L.I.E).
En 1999, une série d'accidents impliquant des véhicules au GPL motivent un changement de réglementation rendant obligatoire l'installation d'une soupape de sécurité et d'un clapet anti-retour sur les réservoirs de GPL, pour en éviter l'explosion en cas de feu. L'un d'entre eux est le seul cas en France d'accident mortel attribué à l'explosion d'un véhicule au GPL depuis l'introduction de ce carburant en 1979. À la suite de l'« accident de Vénissieux » de 1999 où six pompiers avaient été grièvement blessés lors d'une explosion ayant suivi un feu de véhicule, la compagnie d'assurances avait demandé réparation à l'État pour n'avoir pas pris plus tôt les règlements nécessaires ; l'État avait finalement été disculpé.

## Stockage du GPL

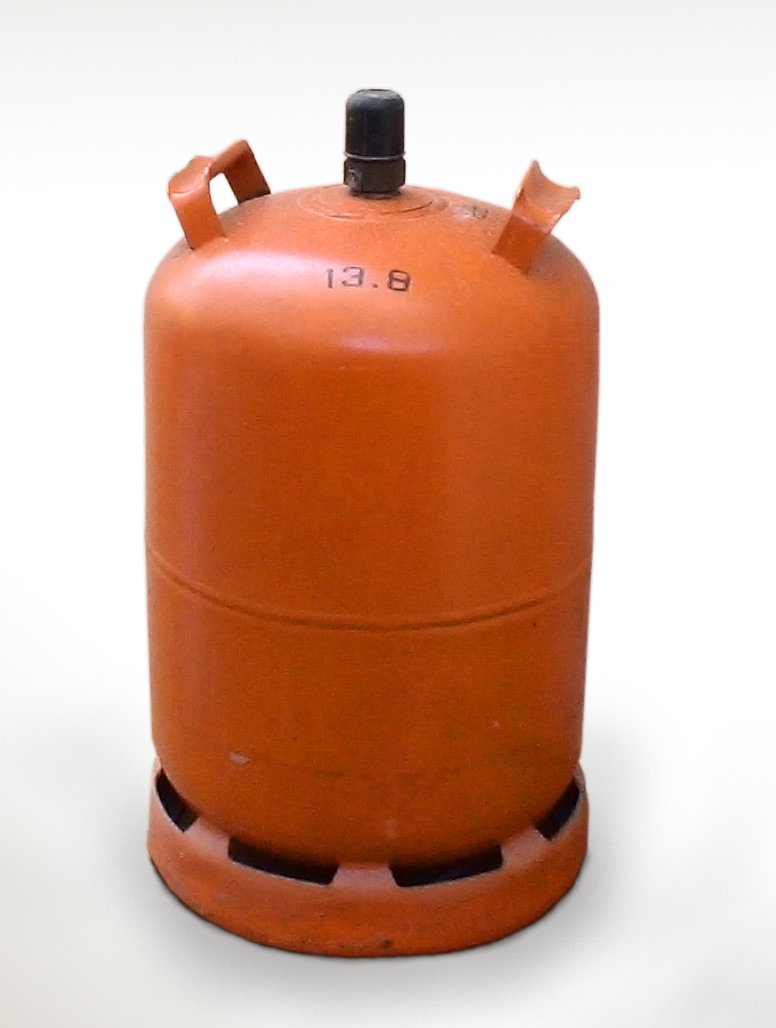
Une bouteille de butane.

Le butane et le propane sont stockés sous leur propre pression de vapeur, c’est-à-dire que les conditions de stockage sont telles qu'il y a coexistence des états liquide et gazeux du gaz concerné.
Ainsi la pression de stockage dépend uniquement :
- de la nature du produit stocké (ses propriétés physiques en particulier) ;
- de la température de stockage.

## Utilisations du GPL

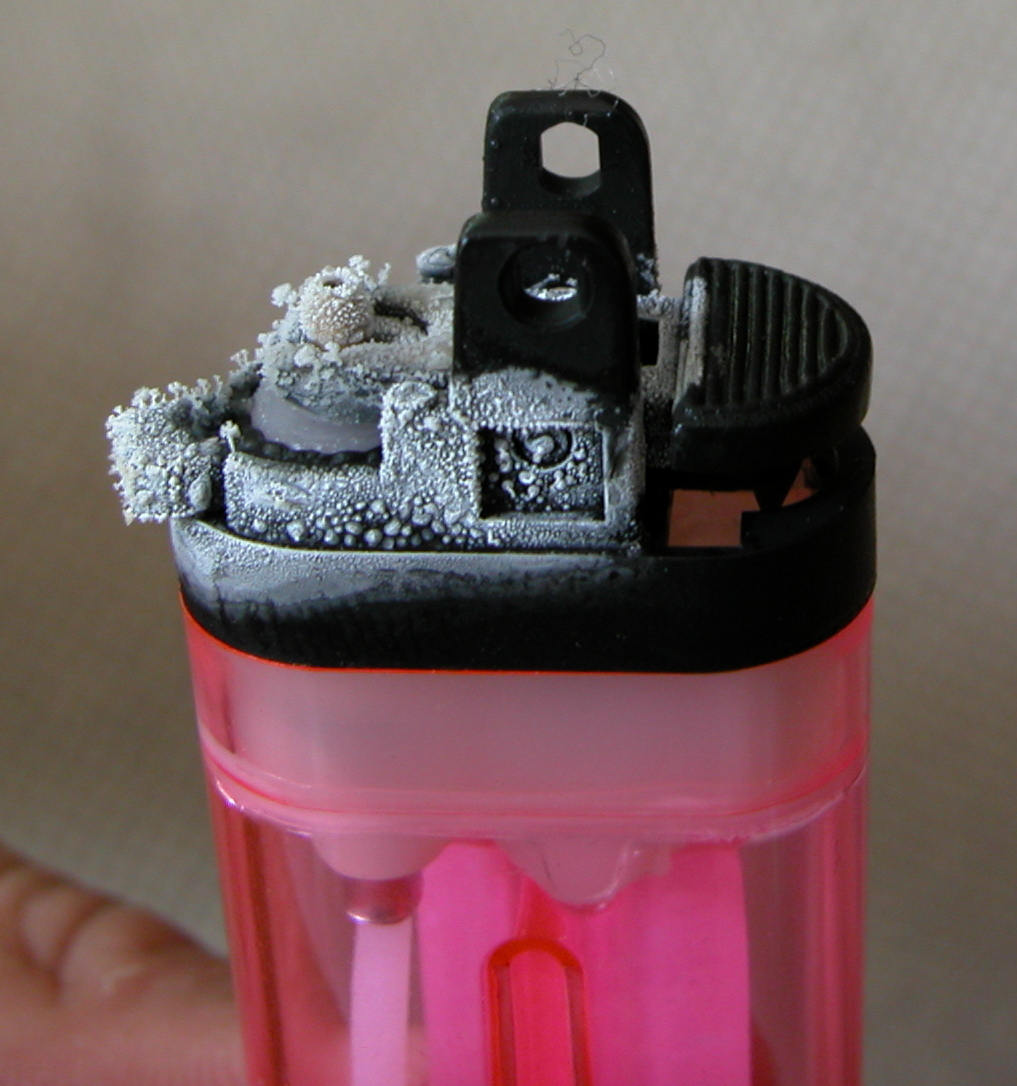
Un briquet au butane endommagé a perdu son contenu ; la détente rapide du gaz provoque une chute de la température, entraînant la condensation en glace de l'humidité atmosphérique.

Les gaz de pétrole liquéfiés (butane, propane) sont utilisés en tant que combustible – cuisine, production d'eau chaude ou chauffage – et dans une moindre proportion comme carburant utilisé par les véhicules (5 % des volumes commercialisés en France).
L'avantage majeur des GPL est d'être très facilement stockables et transportables. C'est, en France, l'industrie qui exploite le plus grand parc d'équipements sous pression, à savoir environ 57 millions de bouteilles de butane et propane et 1 million de citernes de propane. Disponibles partout en France, les GPL jouent un rôle clé dans l'aménagement énergétique du territoire. Ils représentent ainsi une alternative intéressante à l'utilisation de l'électricité, notamment dans le domaine du chauffage.
En effet, en Europe principalement, le propane fournit, pour le chauffage rural, une alternative aux énergies traditionnelles telles que l'électricité ou le fioul (en étant partiellement moins polluant). Malgré une croissance des zones urbaines, les zones rurales représentent toujours 90 % du territoire de l'Union européenne et abritent environ la moitié de sa population. Un nombre restreint de ces zones peut profiter du gaz naturel ; les GPL sont donc une source d’énergie idéale pour une population rurale, utilisés comme énergie  en association avec l'électricité.
Récemment, le gaz naturel est utilisé pour la production combinée de chaleur et d’énergie électrique : c’est ce que l’on appelle la cogénération. Elle est fondée sur le fait que la production électrique dégage une grande quantité de chaleur à température moyenne, habituellement dissipée dans l'environnement. Cette technique a permis aux rejets des centrales thermiques d'être utilisés dans les zones rurales non seulement pour chauffer, mais également pour décentraliser la production d’électricité. La cogénération peut produire 1 kW d'électricité et peut fournir 2 kW d'eau tiède utilisables pour le chauffage des maisons avoisinantes.

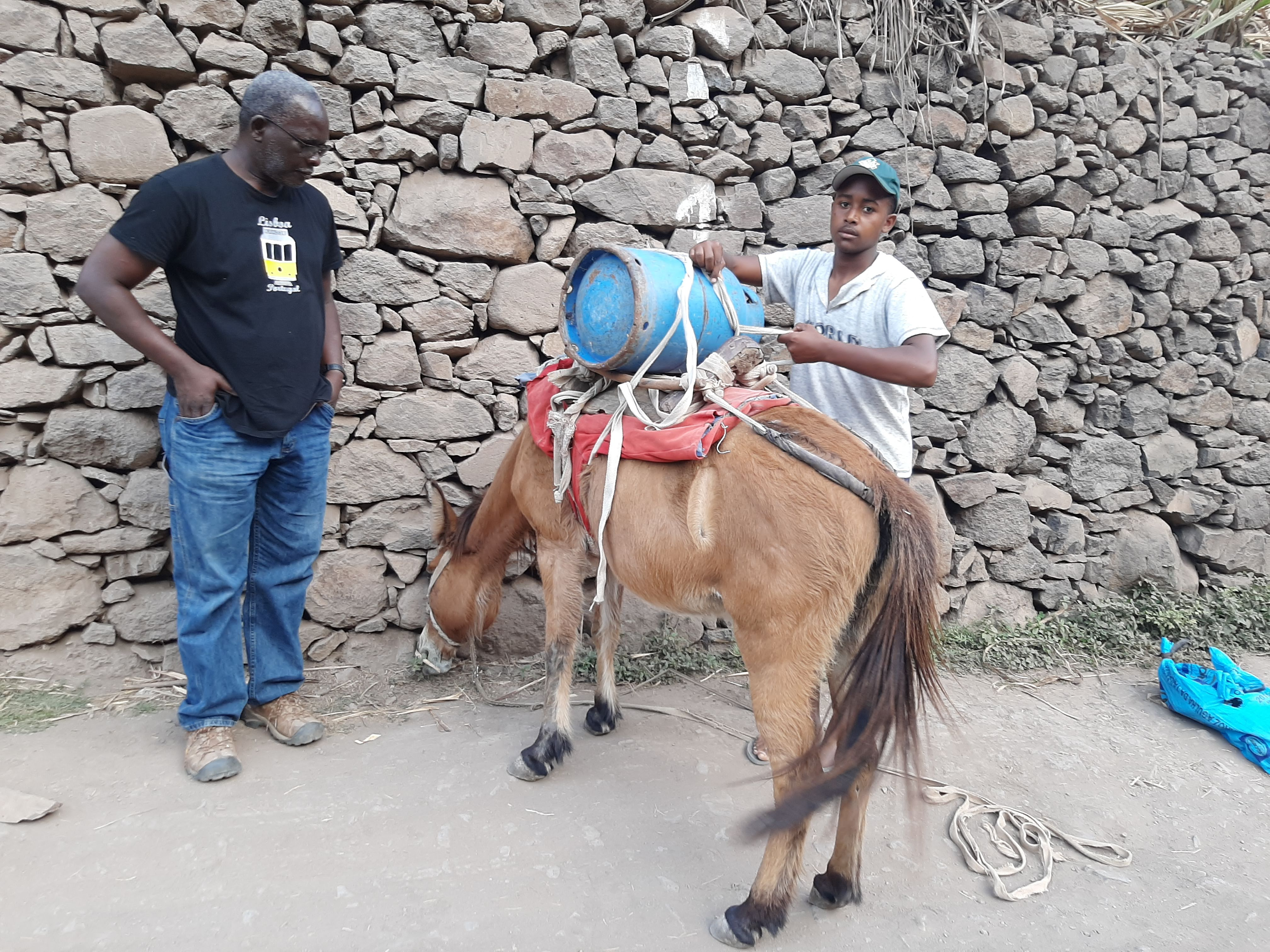
Transport à dos de mule au Cap-Vert.

Grâce à sa polyvalence, le GPL peut être stocké de différentes façons et peut être combiné avec les énergies renouvelables, créant ainsi des alternatives de basse consommation. Associé à des systèmes de chauffage thermiques solaires et à des pompes à chaleur (pour réduire les émissions de carbone), le GPL est capable de fournir constamment un approvisionnement en énergie.
Les GPL ont aussi d'autres utilisations en tant que combustibles. Ils sont en effet largement utilisés dans les secteurs de l'aviculture, de l'horticulture ainsi que pour le séchage des céréales avant leur stockage en silos.
Perçu comme propre comparé à l'essence ou au fioul (voir Le bilan écologique du GPL), le GPL est un carburant qui préserve les performances du véhicule et qui peut réduire l'usure du moteur (voir tribologie). C'est, en France à la fin du XXe siècle, le carburant qui a obtenu les plus importants avantages fiscaux (quasi-exonération de la taxe spécifique), ce qui en fait le carburant le moins cher à la pompe.
Il est disponible dans plus d'une station sur sept en France. Un moteur modifié pour fonctionner au GPL est également capable de tourner avec un carburant classique, il n'y a donc pas de risque de tomber en panne sèche loin d'une pompe. En France, les parkings publics sont autorisés aux véhicules GPL sans aucune réserve depuis 2006.

## Le GPL carburant ou «GPL-c»

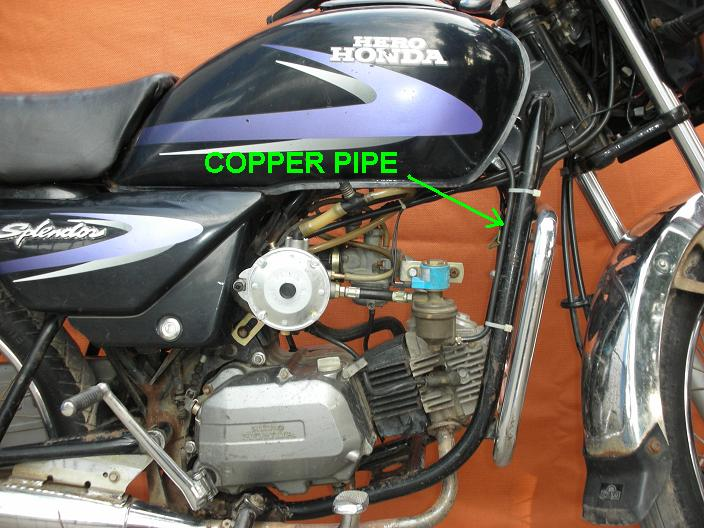
Moto convertie au GPL.

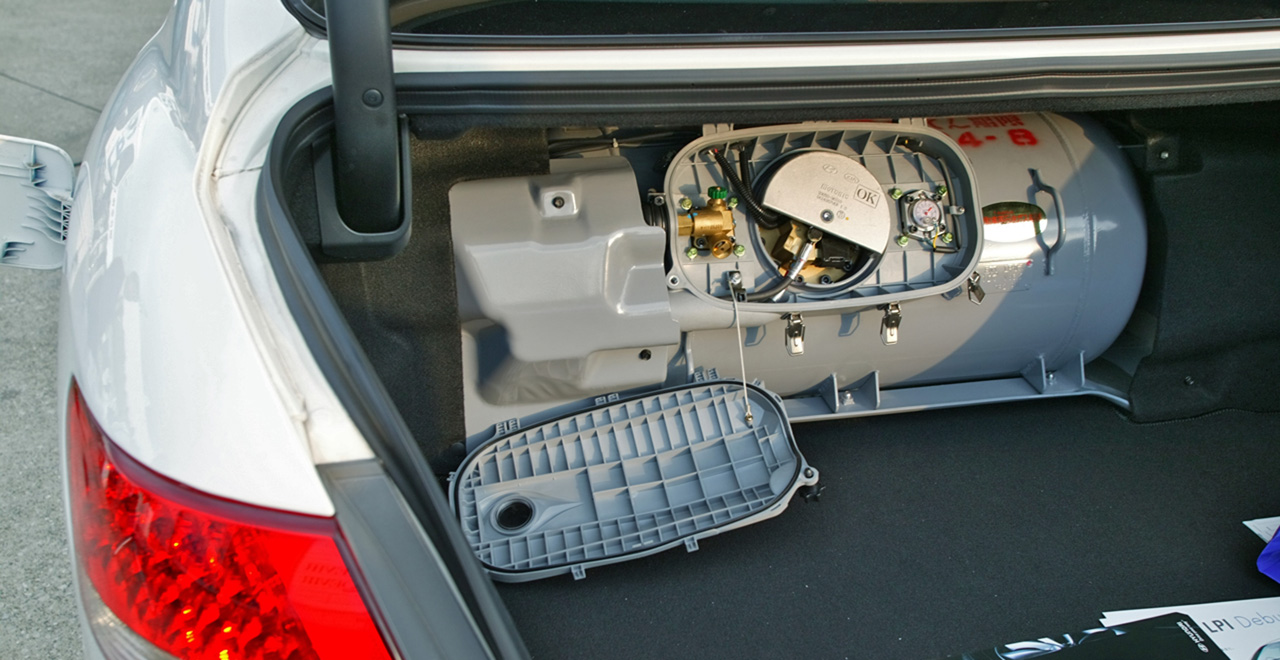
Réservoir GPL dans le coffre d'un véhicule Hyundai.

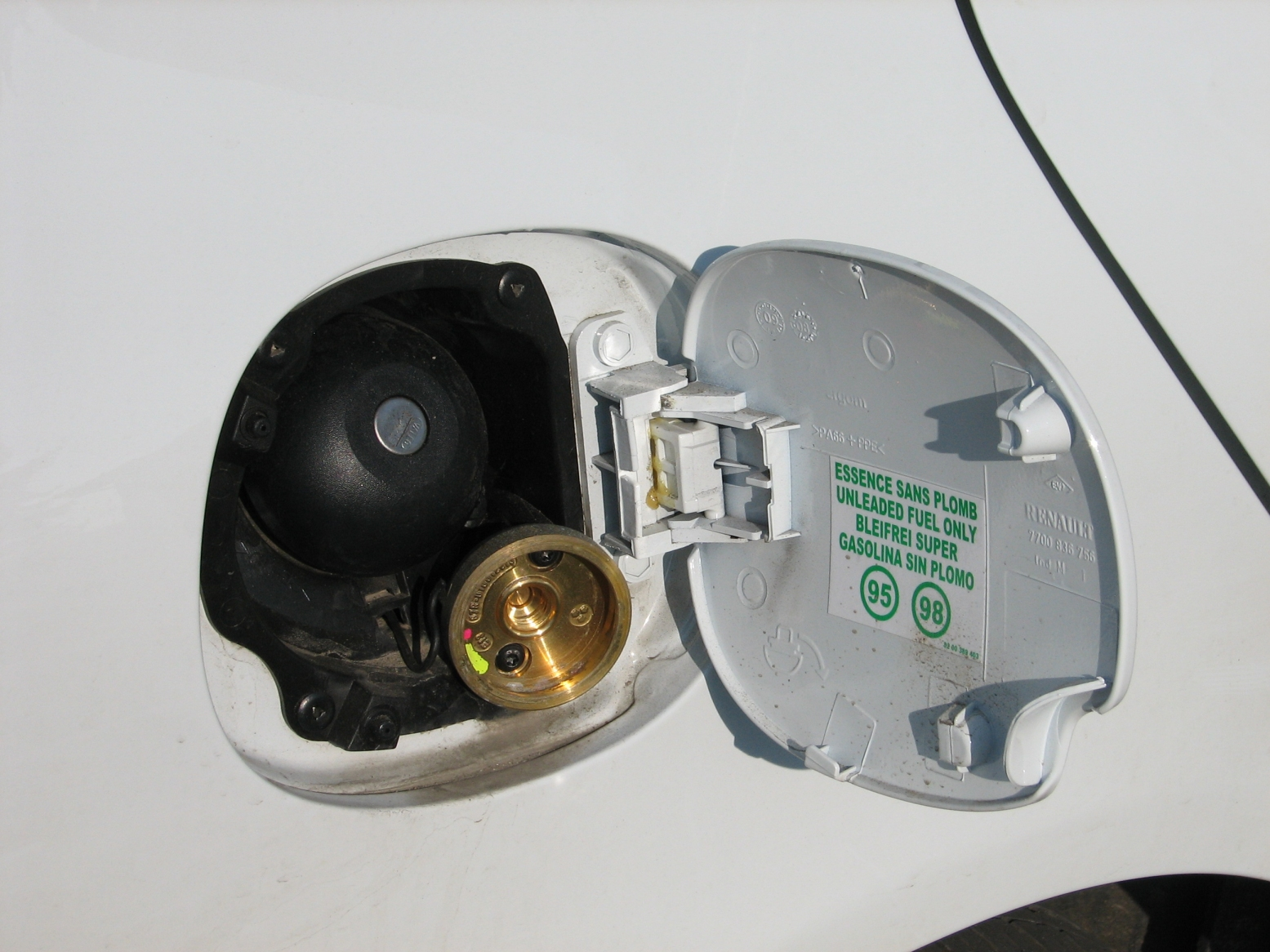
Bouchon de réservoir de véhicule mixte GPL/essence.

### Comparaison du GPL-c et de l'essence
En ce qui concerne la valeur énergétique, 913 kg de gaz de pétrole liquéfié sont équivalents à une tonne équivalent pétrole, 1 616 kg de charbon, 3 000 kg de bois sec, 1 275 litres d'essence super, 1 200 l de fioul domestique.
Masse volumique de l'essence (approximation) : 750 kg/m3 (CNTP)
PCI : 43 MJ/kg 
soit 32,25 MJ/l.
Sur une base de 1,40 € le litre, le MJ coûte donc 4,34 centimes d'euro.
Masse volumique du propane : 515 kg/m3 (à 15 °C)
PCI : 46,35 MJ/kg(12,87 kWh/kg)
soit 23,64 MJ/l
Masse volumique du butane : 585 kg/m3 (à 15 °C)
PCI : 45,72 MJ/kg (12,72 kWh/kg)
soit 26,52 MJ/l
Pour un mélange 60/40 propane/butane (en masse) :
Masse volumique : 543 kg/m3 (à 15 °C)
PCI : 46,1 MJ/kg
soit 24,66 MJ/l
Pour un mélange 50/50 propane/butane (en masse) :
Masse volumique : 550 kg/m3 (à 15 °C)
PCI : 46,0 MJ/kg
soit 24,99 MJ/l
Pour un mélange 40/60 propane/butane (en masse) :
Masse volumique: 557 kg/m3 (à 15 °C)
PCI : 45,97 MJ/kg
soit 25,28 MJ/l
Sur une base de 0,7 € le litre, le MJ coûte donc 2,77 cent d'euro soit 36 % de moins que l'essence.
Un litre de GPL a une valeur énergétique de 22,5 % inférieure à celle contenue dans un litre d'essence et un litre d'essence a une valeur énergétique de 29 % supérieure à celle contenue dans un litre de GPL.
Le GPL carburant doit respecter les spécifications suivantes (norme EN 589) :
- indice d'octane supérieur à 89[10]
- pression de vapeur absolue inférieure à 15,5 bars à 40 °C
- moins de 50 % de propane et plus de 19 % de butane[11]

### Le GPL-c en France
En France, en 2008, 140 000 véhicules particuliers (VP) et 20 000 véhicules utilitaires (VU) légers étaient équipés pour rouler au GPL-c.
Ce faible nombre, qui tend à perdurer, serait dû à un manque d'offre de la part des constructeurs automobiles et à une différence insuffisante entre le prix du GPL-c et celui du gazole. Le nombre de véhicules particuliers est passé à plus de 200 000, fin 2010, grâce au bonus écologique.
Par rapport à un véhicule essence, le surcoût lié à l'installation du GPL est considéré comme amorti en moins de 60 000 km environ. Pendant plusieurs périodes, et notamment entre 2008 et fin 2010, les véhicules neufs équipés GPL-c d'origine bénéficiaient d'un « bonus écologique » de 2 000 euros grâce auquel l'amortissement pouvait être immédiat.
Exemple de calcul : un véhicule essence (1,6 l) dont le prix de vente est de 15 000 € + l'équipement GPL de 2 500 €. Si la consommation en essence est de 7 l/100 (1,5 €/l TTC) et GPL de 8,5 l/100 km (0,8 €/l TTC), l'économie aux 100 km sera de 3,7 € environ. Le coût de l'installation GPL s'amortit donc en 2 500*100/3,7 = 68 000 km. Plus le véhicule roule, plus grande sera l'économie par rapport à un véhicule essence. L'entretien est un peu plus cher que pour une voiture essence (changement de bougies plus précoce) mais ne modifie que très légèrement cet amortissement.
Le gain est immédiat si le prix du véhicule GPL est égal à celui du prix du véhicule diesel, car l'économie apparaît dès le premier kilomètre (au niveau de la consommation).
Dans le cas du véhicule essence éligible à l'ancien bonus écologique de 2 000 €, l'économie par rapport au choix d'un véhicule diesel était de plusieurs centaines d'euros avant même le premier kilomètre.

### Le GPL-c dans d’autres pays
- La Pologne est le pays d'Europe où circulent le plus de voitures GPL. Au niveau mondial, elle n'est dépassée que par la Corée du Sud dont le parc atteint 2 300 000 véhicules GPL en 2008 (soit 14 % du parc).
- Le GPL représente près de 60 % du parc « essence » aux Pays-Bas, plus de 30 % en Italie.[réf. nécessaire]
- En 2018 aux Pays-Bas, 129 000 véhicules personnels roulaient au GPL, un chiffre en diminution. Cela représente 1,5 % du parc[15].
- Facilité d'approvisionnement :
  - En Pologne, en Italie, aux Pays-Bas, en Belgique, en République tchèque et en Lituanie, il est très facile de trouver du GPL.
  - L'Allemagne s'est considérablement équipée en stations GPL : il y en a 3 049 courant octobre 2007 (nombre en croissance), contre à peu près 1 800 en France où 15 % des stations-service disposent d'une distribution de GPL (chiffre en progression constante, 7 % en 2000).
  - C'est tout à fait l'inverse, en Espagne, où le marché tente un premier démarrage.
  - Par contre, en Finlande, le GPL est indisponible pour les véhicules particuliers.

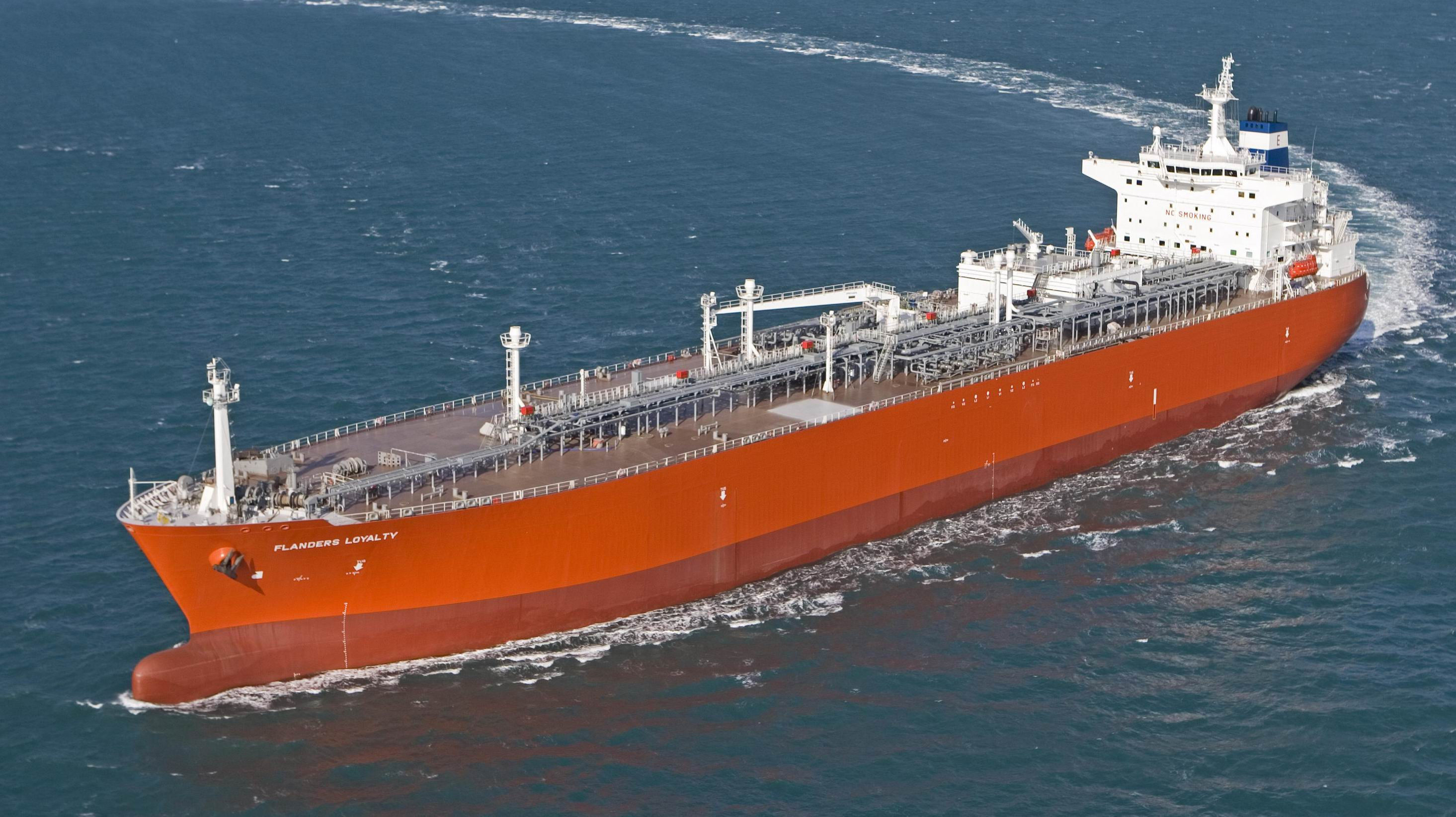
Le Flanders Loyalty, navire construit pour le transport du GPL

- Sécurité d'approvisionnement : grâce au gaz naturel et à l'industrie de raffinage du pétrole, l'Europe est presque autosuffisante en GPL. La sécurité d'approvisionnement de l'Europe est nouvellement protégée par[réf. nécessaire] :
  - Une vaste gamme de sources, tant à l'intérieur qu'en dehors de l'Europe ;
  - Une chaîne d'approvisionnement flexible via l'eau, les chemins de fer et la route avec de nombreux itinéraires et points d'entrée dans l'Europe.

Début 2008, les réserves mondiales de gaz naturel — dont est extraite la plupart du GPL — s’élèvent à 179 597 079 m3. Si on y ajoute le fait que le GPL est un dérivé du pétrole brut, cela en fait une source d'énergie majeure pratiquement inexploitée au potentiel énorme.
La production continue à croître à un taux annuel moyen de 2,2 %, supprimant pratiquement l’hypothèse selon laquelle la demande devancerait l’offre dans un futur proche.

## Bilan écologique du GPL
Depuis les années 1990, les gouvernements du monde entier reconnaissent le GPL comme une source d'énergie (parfois classée parmi les bons « carburants de substitution ») capable de moins dégrader la qualité de l'air et de réduire les émissions de gaz à effet de serre.
Disponible presque partout, le GPL peut être utilisé pour de nombreux usages commerciaux et domestiques ; il peut aussi être additionné à d'autres carburants propres (énergies renouvelables) et contribuer à de la production de chaleur et d'électricité en cogénération ou trigénération (combinaison de chaleur, mouvement et énergie électrique) pour aider à réduire localement les émissions de dioxyde de carbone.

### Bilan écologique du GPL-c
Le GPL-c est perçu et souvent présenté comme un « carburant propre ». En matière de bilan écologique, il bénéficie d'une absence d'émission de particules (contrairement au gazole qui, même équipé d'un filtre à particules laisse échapper 10 % de particules fines, qui sont cancérigènes et considérées par les spécialistes comme encore plus nocives que les particules filtrées, et très peu d'oxyde d'azote, de benzène, ou de formaldéhyde). En matière d'« émissions liées à l’extraction et au raffinage des carburants à partir de brut conventionnel », sa production entraîne nettement moins d'émissions que celle de l'essence ou du gazole (9 grammes de CO2 émis par MJ disponible, contre 13 pour l'essence et le gazole).
D'origine fossile, il reste une source d'émission de CO2 et produit presque autant de CO qu'un diesel moderne [réf. nécessaire]. Pour le CO2, son bilan « du puits à la roue » (production du puits au pot d'échappement) donne un léger avantage au GPL avec une différence suivant les études (Concawe, Ademe en France) de l'ordre de -5 % voire aucun avantage par rapport aux moteurs diesel si on s'en tient aux données chiffrées fournies par les constructeurs de moteurs récents.
En 1996, Renault annonçait : « La Clio GPL est presque aussi propre… qu'une voiture électrique » après avoir présenté ce véhicule aux tests ULEV californiens. Selon Renault, les résultats obtenus à cette époque pour certains polluants étaient près de 10 fois inférieurs à la norme Euro 5 prévue pour 2011 : ces tests, effectués à différentes vitesses, mais aussi lors du démarrage du véhicule, lorsque le pot catalytique n'est pas pleinement efficace, sont les plus bas jamais atteints avec une voiture de ce type : une moyenne de 0,13 g/km d'oxyde de carbone (CO), 0,010 g/km d'oxyde d'azote (NO) et 0,024 g/km d'hydrocarbures imbrûlés. Les émissions de CO2 restent proches de celles des moteurs à explosion classiques.
Le GPL a eu un impact très positif en tant que « produit fatal » (sous-produit inévitable du raffinage, corollaire de l'extraction pétrolière ou gazière, sinon brûlé sur les sites d'extraction en augmentant « inutilement » les rejets de CO2). Son utilisation a donc permis de propulser plus de véhicules pour une même quantité de rejet de CO2 dans l'atmosphère. Il est désormais aussi valorisé comme combustible de chauffage. Si des raffineries doivent être construites pour le produire à partir de pétrole brut, son écobilan sera moins bon, de même que ses avantages en rejet de CO2.
Il reste intéressant pour la diversification énergétique. En effet, son origine mixte (pétrole et gaz) permet d'introduire sur ce marché un carburant gazeux, disponible, facile à mettre en œuvre, bénéficiant d'ores et déjà d'infrastructures de distribution, mais il n'est qu'un carburant de transition qui peut permettre de reculer l'échéance du pic pétrolier en attendant d'autres solutions.
Il existe une grande disparité parmi les véhicules équipés pour le GPL. Les véhicules en première monte (équipés en usine) présentent de bons résultats. Les véhicules équipés en seconde monte aussi, mais ils sont tributaires de l'expérience de l'installateur GPL. Ces dernières années, un effort considérable a été fait pour développer des injections gazeuses performantes.
À ce jour[Quand ?], il n'existe pas de liste regroupant tous les installateurs GPL en France, mais seulement des listes d'installateurs ayant souhaité adhérer à une charte ; il reste donc très difficile de connaître le nombre exact de professionnels du GPL. Certaines entreprises ayant pignon sur rue et une grande expérience du GPL depuis des décennies, il est plus raisonnable de s'orienter vers celles-ci pour une intervention.
Les performances et le bilan environnemental du GPL (comme du GNV) pourraient considérablement progresser avec un moteur spécifiquement conçu pour fonctionner avec ce carburant. Le GPL présente d'autres propriétés appréciables : son utilisation réduit l'usure du moteur, génère moins de bruit et de vibrations et offre une grande souplesse dans la conduite ainsi que des vidanges espacées (double le kilométrage)[réf. nécessaire], ce qui n'est pas négligeable puisque l'huile est aussi un produit pétrolier.